# 満岡次郎
満岡 次郎（みつおか つぎお、1954年10月13日 - ）は、日本の経営者。

## 経歴
神奈川県出身。麻布高等学校、東京大学工学部機械工学科卒業。東京大学大学院工学研究科舶用機械工学専攻修士課程修了。1980年石川島播磨重工業（現：IHI）入社。
2007年航空宇宙事業本部民間エンジン事業部長、2008年航空宇宙事業本部副本部長、2010年執行役員航空宇宙事業本部副本部長、2013年常務執行役員航空宇宙事業本部長兼高度情報マネジメント統括本部副本部長、2014年取締役常務執行役員航空宇宙事業本部長兼高度情報マネジメント統括本部副本部長。
2016年代表取締役社長 兼 COO。2017年代表取締役社長 兼 CEO。
満岡は前記の通り航空の生産畑出身である。社長在任中、造船やプラントの愛知工場（愛知県知多市）を閉鎖するなど航空機エンジン事業を中核とする事業構造へ転換したが、2019年4月、IHIは航空機エンジン整備で不正検査があったことを巡り国土交通省から業務改善命令を受ける。自らの出身事業で不正を見逃していたことに、批判が出た。
2020年4月代表取締役会長兼社長兼CEO。6月代表取締役会長兼CEO就任。
2021年4月1日付でCEOから退き、代表取締役会長となる。